# Hegedűrája-félék
A hegedűrája-félék (Rhinobatidae) a porcos halak (Chondrichthyes) osztályába és a Rhinopristiformes rendjébe tartozó család.

## Rendszertani eltérések
Ez a családot 2016-ig a rájaalakúak (Rajiformes) rendjébe tartozott, azonban manapság a Rhinopristiformes-ok közé van besorolva. Továbbá egyes fajait áthelyeztek más családokba; és olyan fajok is vannak, melyek ugyanebben a családban maradtak, de új nemekbe kerültek át.
A 2006-ban kiadott, Joseph S. Nelson professor „Fishes of the World” (magyarul: A világ halai) című könyvében, ebben a családban 4 nem vagy elfogadva: Aptychotrema, Rhinobatos, Trygonorrhina és Zapteryx. Más nemek, mint például a Platyrhinoidis és Rhina, azóta át lettek helyezve a saját családjaikba. Újabban a Glaucostegus-okat kivonták a Rhinobatos nevű nemből.
Jelenleg csak 3 élő neme van a hegedűrája-félék családjának: Rhinobatos, Acroteriobatus és Pseudobatos; ezt a csoportosítást genetikai és alaktani kutatások is alátámasztják. A Tarsistes taxon kétséges, és meglehet, hogy a Pseudobatos szinonimája. Az ebből a családból kivont fajok a Glaucostegidae, Rhinidae és Trygonorrhinidae nevű családokba kerültek át.

## Tudnivalók
A hegedűrája-félék hosszú testűek, lapított fejjel és testtel. Az úszóik kicsik, de rájaszerűek; azonban a farokúszójuk inkább cápaszerű. A fajaik meghódították a trópusi, szubtrópusi és mérsékelt övi vizeket is. Habár főleg tengeri halak, egyesek megtűrik a brakk- és édesvizet is. Főleg a partok mentén és a folyótorkolatokban élnek, ahol a fenéken férgekre, rákokra és puhatestűekre vadásznak. Álelevenszülő állatok, mivel a kis hegedűráják az anyjuk testében kelnek ki a tojásból.

## Rendszerezés
A legújabb rendszerezés szerint a családba az alábbi 3 élő nem és 1 fosszilis nem tartozik:
- Acroteriobatus Giltay, 1928 – 8 élő faj
- Pseudobatos Last, Seret & Naylor, 2016 – 8 élő faj
- Rhinobatos H. F. Linck, 1790 – 20 élő faj és 14 fosszilis faj; típusnem
- †Myledaphus (Cope, 1876) – 2-3 fosszilis faj

Mivel még mindig folytatódnak a nemek átrendezései, illetve a fajok áthelyezései, manapság még nem lehet pontos fajszámot mondani.
Korábban szintén ebbe a családba egy Tarsistes philippii monotipikus taxon is ide volt sorolva, azonban az újabb kutatások szerint, ez egy „kétséges név”. Ezt az állatot, csak egy szárított fejnek köszönhetően ismerünk, ezt pedig 1919-ben írták le. A porcos halat hamarább a Rhynchobatis (Rhynchobatus) nembe sorolták, de David Starr Jordan, amerikai halkutató megalkotta neki a saját nemét, a Tarsistes-t. Azóta senki sem foglalkozott többet ezzel a hallal. 2016-ban, amikor is átrendezték a hegedűrája-félék családját, a Tarsistes-t besorolták a Pseudobatos-ba, de mint lehetséges szinonimát. Az állatot Chile vizeiből fogták ki; a pofája a koboldcápáéhoz (Mitsukurina owstoni) hasonlóan hosszú, lapos és vékony orrban végződik; a fejének az alsó részét számos apró tüske borítja, fejének felső részén nagyobbak a tüskék, míg a szemei környékén félkörben elhelyezkedve hat darab még nagyobb tüske ül.

## Fordítás
- Ez a szócikk részben vagy egészben  a   Guitarfish című angol Wikipédia-szócikk ezen változatának fordításán alapul.  Az eredeti cikk szerkesztőit annak laptörténete sorolja fel. Ez a jelzés csupán a megfogalmazás eredetét és a szerzői jogokat jelzi, nem szolgál a cikkben szereplő információk forrásmegjelöléseként.
- Ez a szócikk részben vagy egészben  a   Tarsistes philippii című angol Wikipédia-szócikk ezen változatának fordításán alapul.  Az eredeti cikk szerkesztőit annak laptörténete sorolja fel. Ez a jelzés csupán a megfogalmazás eredetét és a szerzői jogokat jelzi, nem szolgál a cikkben szereplő információk forrásmegjelöléseként.